# Смахтино
Смахтино (рос. Смахтино) — присілок в Малоярославецькому районі Калузької області Російської Федерації.
Населення становить 142 особи. Входить до складу муніципального утворення Присілок Михеево.

## Історія
Від 2004 року входить до складу муніципального утворення Присілок Михеево.

## Населення
| 2002 | 2010 |
| ---- | ---- |
| 7    | ↗142 |